# V389 Андромеды
V389 Андромеды (лат. V389 Andromedae), HD 221460 — кратная звезда в созвездии Андромеды на расстоянии приблизительно 1020 световых лет (около 313 парсеков) от Солнца.
Пара первого и второго компонентов — двойная затменная переменная звезда типа Алголя (EA). Видимая звёздная величина звезды — от +8,32m до +8,22m. Орбитальный период — около 0,3896 суток (9,3494 часов).

## Характеристики
Первый компонент (CCDM J23320+4349Aa) — белая звезда спектрального класса A0. Видимая звёздная величина звезды — +8,5m. Масса — около 2,399 солнечных, радиус — около 2,85 солнечных. Эффективная температура — около 8258 K.
Третий компонент — коричневый карлик. Масса — около 15,25 юпитерианских. Удалён на 2,002 а.е..
Четвёртый компонент (CCDM J23320+4349B). Видимая звёздная величина звезды — +9,3m. Удалён на 4,9 угловых секунды.